# Best Of (Cappella)
Best Of è la prima raccolta dei Cappella.
Il disco raggiunse il 77º posto nei Paesi Bassi. L'album comprende anche un DVD con le stesse tracce.

## Tracce
1. Tell Me The Way
2. I Need Your Love
3. Turn It Up And Down
4. Helyom Halib
5. Move On Baby
6. U & Me
7. U Got 2 Let The Music
8. Move It Up
9. Be My Baby
10. U Got 2 Know
11. Festival Megamix (Move On Baby, U & Me, U Got 2 Let The Music)